# Polissekreterare

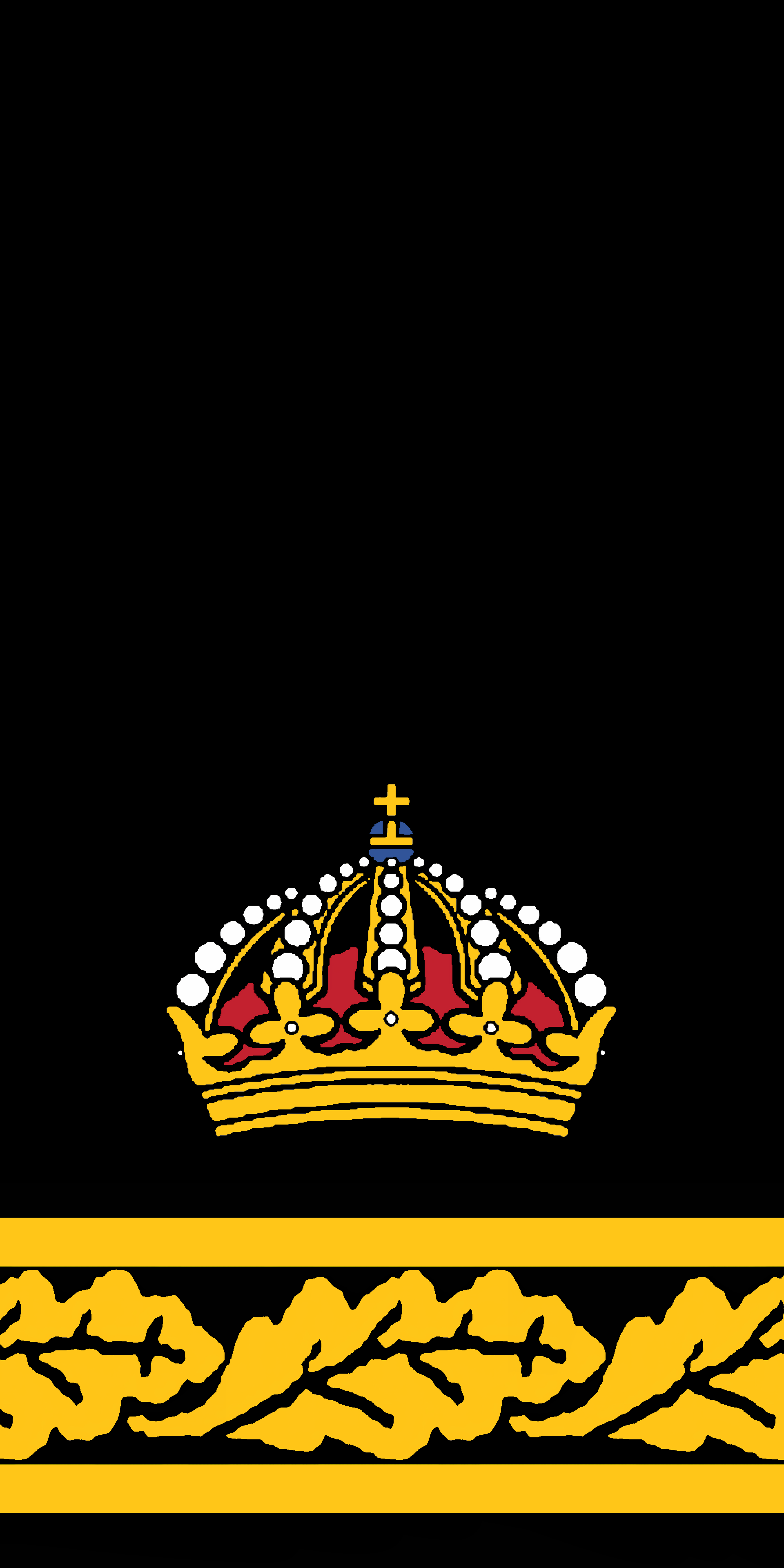
Gradbeteckning för tjänstegraden Polissekreterare i Sverige.

Polissekreterare, är en tjänstegrad inom polisen i Sverige (Polismyndigheten och Säkerhetspolisen). Det är den lägsta graden inom polischefskarriären.

## Utländska motsvarigheter
Motsvarigheter till en svensk polissekreterare kallas i Norge Politifullmektig, i Danmark Politifuldmægtig, på Island Lögreglufulltrúi, i  Tyskland Polizeirat , i Österrike Kommissär och  Oberkommissär (polisjurister), i Frankrike Commissaire de Police (polisen) och i Italien Vice Commissario, Commissario och Commissario Capo (polisen).
Till tjänsteställningen motsvaras en svensk polissekreterare i Storbritannien av Chief Inspector, i Österrike av Oberleutnant, Hauptmann och Major (polischefer), i Frankrike av Chef d'Escadron (gendarmeriet) och i Italien av Tenente och Capitano (karabinjärerna).
Vid Finlands polis saknas direkt motsvarighet till polissekreterare. Till tjänsteställningen motsvaras polissekreterare närmast av överkommissarie.